# Probota
Probota es una comuna ubicada en el distrito de Iași, Rumania.

## Superficie
Cuenta con una superficie de 78,71 kilómetros cuadrados.

## Demografía
Hasta 2021 la población era de 3277 habitantes, con una densidad de población de 41,63 habitantes por kilómetro cuadrado.